# IARPA
Агентство передовых исследований в сфере разведки (англ. Intelligence Advanced Research Projects Activity,IARPA) — исследовательское агентство США, находящееся в подчинении у Директора национальной разведки США. IARPA было создано в 2007 году как аналог DARPA для выполнения научных исследований для разведывательного сообщества США (по крайней мере 17 правительственных агентств, занимающихся разведкой), путём объединения Disruptive Technology Office АНБ (ранее известного как Advanced Research and Development Activity), National Technology Alliance из NGIA и IntelligenceTechnologyInnovationCenter из ЦРУ В январе 2008 года директором IARPA была назначена Лиза Портер, ранее работавшая в NASA и DARPA.
Деятельность IARPA и её бюджет засекречены, публикуется информация лишь о части проектов.

## Организационная структура
В IARPA имеется три основных подразделения:
- Smart Collection („Умный сбор“) — цель подразделения обозначена как „радикальное улучшение ценности [разведывательных] данных“;
- Incisive Analysis („Острый анализ“) — занимается повышением эффективности извлечения данных, получаемых разведывательным сообществом США из различных источников в оперативно приемлемые сроки;
- Safe and Secure Operations („Безопасные и гарантированные операции“) — занимается противостоянием новым возможностям противников США, которые угрожают возможностям разведки свободно и эффективно действовать в современном сетевом мире.

## Цели
В сентябре 2006 года Директор Национальной разведки заявил о следующих целях IARPA:
- Взаимодействие с множеством агентств Разведывательного сообщества США;
- Ликвидация «белых пятен» в сферах взаимодействия агентств разведывательного сообщества;
- Использование инноваций, которых разведывательное сообщество в настоящее время избегает из-за особенностей используемых бизнес-моделей; и
- Создание революционных возможностей для разведывательного сообщества, которые удивят наших противников и помогут нам не оказаться застигнутыми врасплох.

## Публичные программы
- Метафора (Metaphor Program) — двухстадийный проект по разработке автоматических методов распознавания, определения и категоризации лингвистических метафор и последующего использования этой информации.[7][8] Проект основывается на постулате о том, что культурная специфика концептуальных метафор является неотъемлемым фактором эффективного процесса принятия решений в области международной массовой коммуникации и глобальной политики. Проект  ориентируется  на создание  компьютерной программы,  обрабатывающей метафоры на четырех  языках (английском,  русском, фарси  и  испанском)[9].
- Криогенные компьютерные структуры (англ. Cryogenic Computer Complexity, C3) — проект по созданию вычислительных систем на сверхпроводниковых логических элементах[10][11].